# Luxair

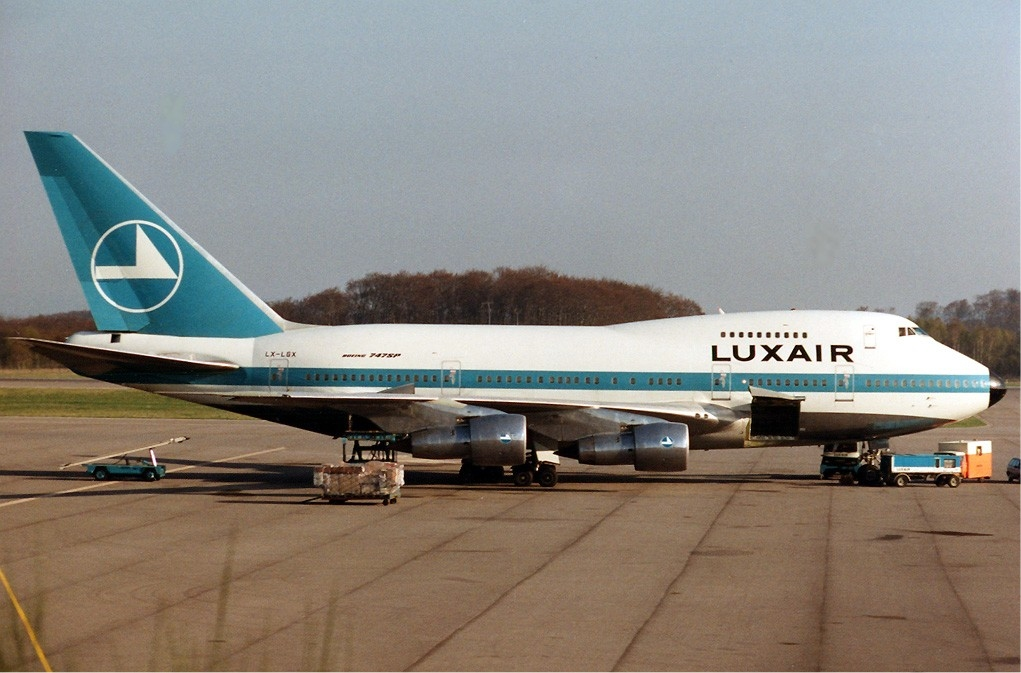
Boeing 747SP Luxair v roce 1990

Luxair je lucemburská vlajková letecká společnost s hlavní leteckou základnou a sídlem na letišti Lucemburk u obce Sandweiler. Operuje pravidelné i sezónní lety po Evropě, Severní Africe a Blízkém východu. Jde o jedinou lucemburskou leteckou společnost přepravující cestující. Luxair byly založeny v roce 1948 jako Luxembourg Airlines. V dubnu 2017 provozovala tato společnost lety do 64 pravidelných, sezónních i charterových destinací s flotilou 17 letadel skládající se z Boeingů 737-700/800 a Bombardiderů Dash 8 Q400.

## Praha
Tato společnost provozuje sezónně lety do hlavního města České republiky, Prahy. Tuto linku létá se čtyřmi frekvencemi týdně a obsluhuje ji letoun Bombardier Dash 8 Q400. Toto spojení bylo obnoveno 27. března 2016, předtím ho aerolinie Luxair létala v období 2008 až 2011 (letadly Embraer 135 a 145) a v 90. letech 20. století (letadly Embraer 120 či Fokker 50).

## Letecké nehody
- Let Luxair 9642 – dne 6. listopadu 2002 Fokker 50 (imatrikulace LX-LGB) přilétající z Berlína havaroval v polích nedaleko malé vesnice Niederanven, během finálního přiblížení na letiště Findel v Lucemburku. Zemřelo 20 pasažérů a 2 členové posádky včetně umělce Michaela Majeruse.

## Codeshare
V dubnu 2017 měl Luxair codeshare smlouvu s následujícími aerolinkami:
- Air France
- Alitalia
- Austrian Airlines
- Hahn Air
- LOT
- Lufthansa
- Turkish Airlines